# Bempflingen
Bempflingen là một xã ở huyện Esslingen ở bang Baden-Württemberg miền nước Đức. Đô thị này có diện tích 6,27 km², dân số thời điểm 31 tháng 12 năm 2020 là 3482 người.